# Frangokastello

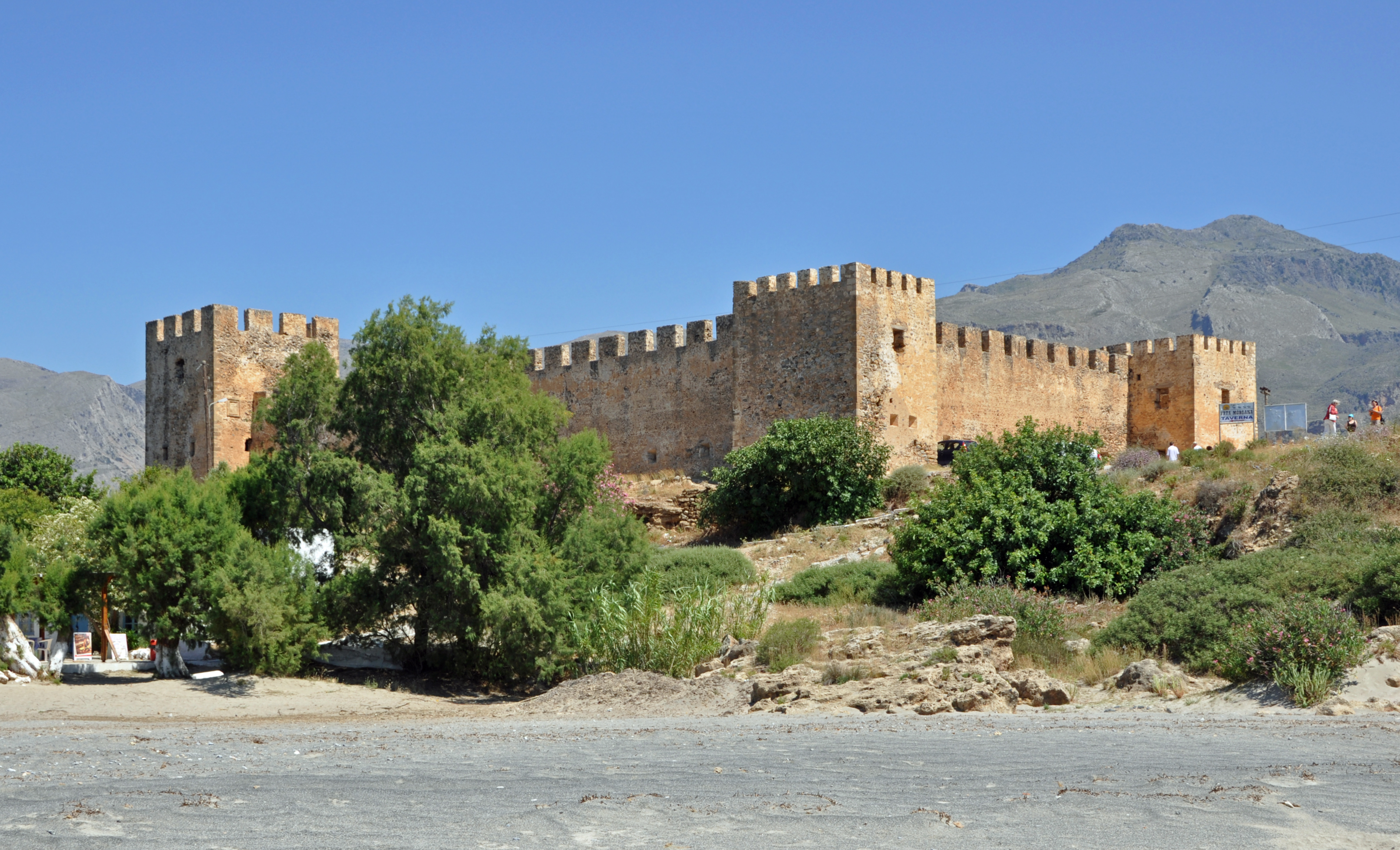
Frangokastello

Frangokastello (griechisch Φραγκοκάστελλο (n. sg.)) ist eine Streusiedlung an der Südküste der Mittelmeerinsel Kreta (Griechenland) mit etwa 150 Einwohnern. Sie gehört zur Gemeinde Sfakia des Regionalbezirks Chania und liegt etwa 10 Kilometer östlich des Hauptortes Chora Sfakion. Die Siedlung ist nach dem gleichnamigen venezianischen Kastell benannt.

## Ortsbild und Naturraum
Frangokastello liegt am Südrand einer spärlich bewachsenen Ebene vor der Kulisse der Kryoneritis-Berge. Die nach einer venezianischen Festung benannte Siedlung bildet keinen geschlossenen Siedlungsraum, denn sie wird immer wieder durch Freiflächen aufgelockert. Trotz einiger Hotelanlagen und Tavernen gibt es keine Hochbauten, was den weitläufigen Eindruck der Siedlung noch verstärkt.
Der Strand von Frangokastello liegt unterhalb der Festung auf einer vorgelagerten Halbinsel. Die westlich anschließende Lagune bildet ein natürliches Hafenbecken für die dort liegenden Fischerboote. Der Strand aus feinem hellen Sand fällt flach ins Meer ab. Er ist in der Saison stark besucht. Vor dem Kastell am Strand gibt es eine Taverne mit Andenken-Verkauf. Auch Liegen und Sonnenschirme werden verliehen.

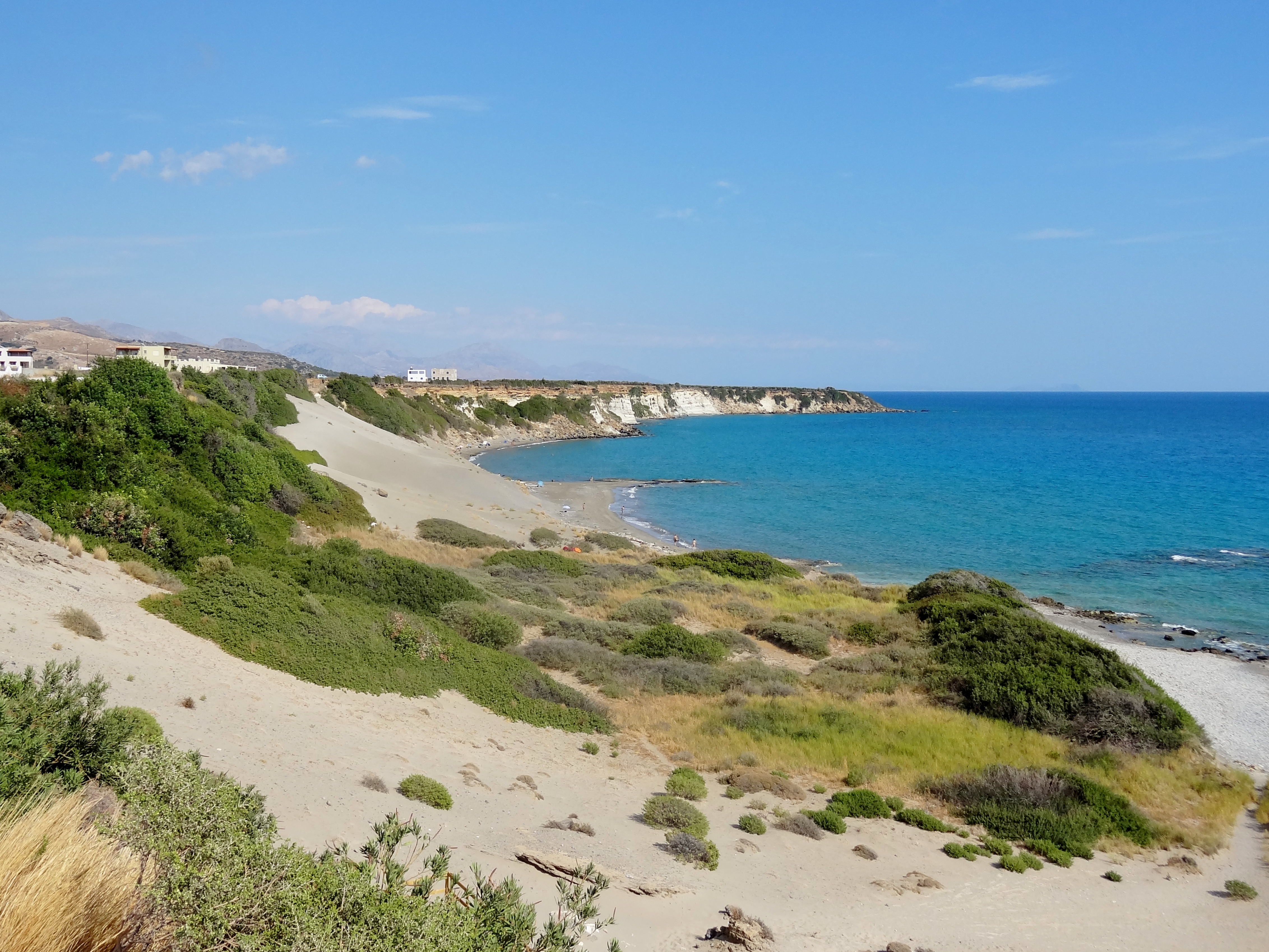
Orthi Ammos

Etwa 500 Meter östlich liegt der weniger besuchte Strand von Orthi Ammos (Ορθή Άμμος, „Steiler Sand“). Hier haben sich durch starke Winde, die vor allem im Herbst häufig vorkommen, hohe Sanddünen an der Steilküste gebildet. Zu erreichen ist der Strand über eine Treppe zwischen den Dünen, die am Eingang einer Hotelanlage an der gegenüberliegenden Seite des unbefestigten Küstenweges beginnt.
Das Ufer bei Orthi Ammos fällt schneller ins Meer ab, als an der Festung. Der Sand des Strandes ist etwas dunkler und es gibt einige Felsplatten im flachen Wasser. Am Strand von Orthi Ammos ist FKK üblich, wenn auch nicht ausschließlich.

## Geschichte
Der Name Frangokastello stammt von einem im Jahre 1371 vor einer flachen Halbinsel erbauten venezianischen Kastell, von dem die zinnenbewehrten Außenmauern auch heute noch stehen. Über dem Südportal der Festung prangt, noch gut erhalten, das Wappen der venezianischen Bauherren, der Markuslöwe. Im Inneren des Bauwerkes sind hingegen nur noch die Grundmauern der Anlage erkennbar. Das durch die Venezianer unter ihrem Befehlshaber Nicolo Dona 1593 nochmals restaurierte Kastell wurde später aufgegeben. Die sfakiotischen Einheimischen entfernten in der Folgezeit die Balken der Türme und Zimmer.

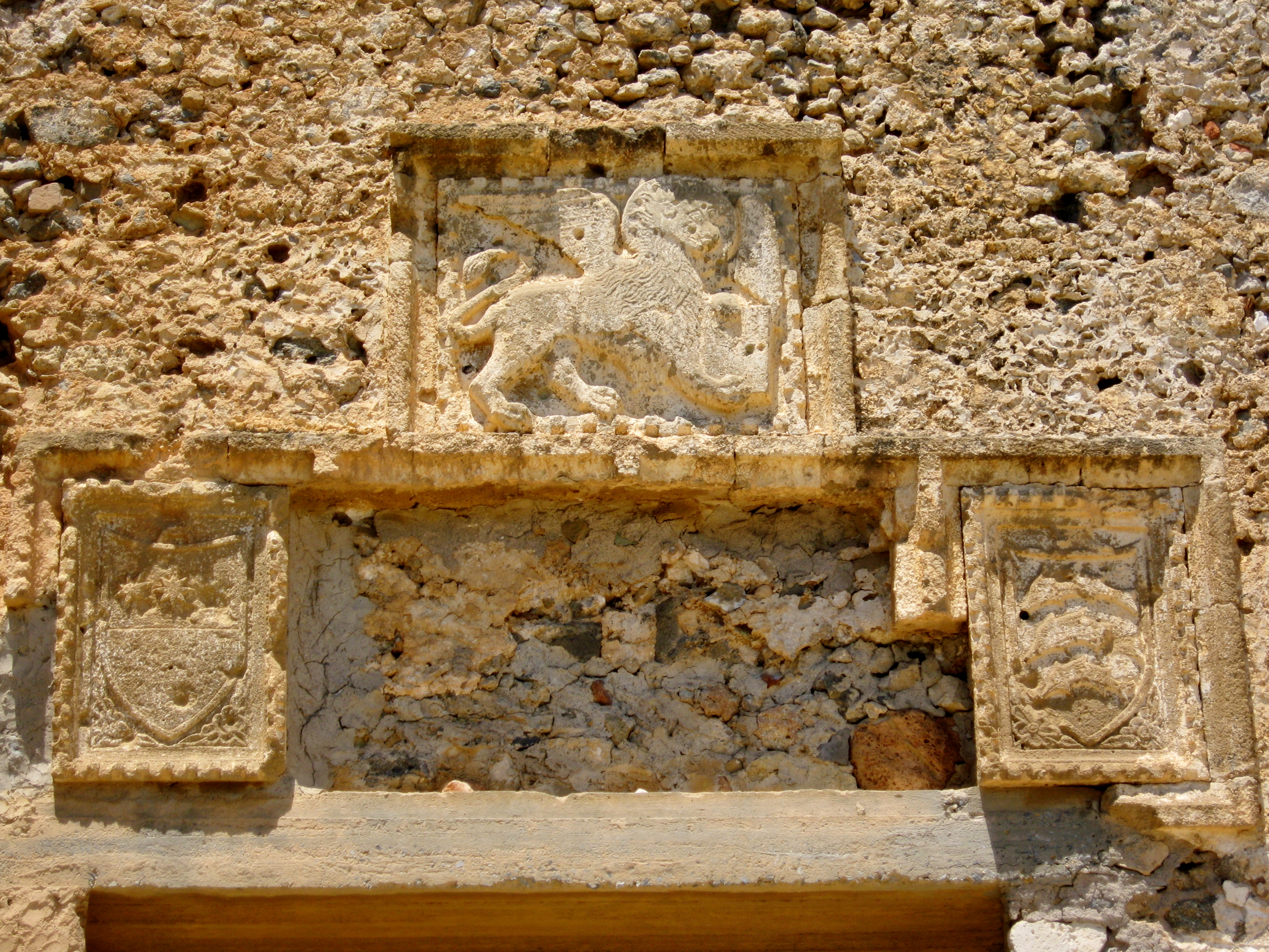
Kastell – Wappen von Venedig
(Löwe von San Marco)

Ursprünglich wurde das Kastell nach dem Heiligen Nikitas benannt, wie auch die 350 Meter östlich der Festung gelegene Kirche Agios Nikitas diesem Heiligen geweiht ist. Schon bald wurde bei den einheimischen Griechen jedoch der Name „Frankenkastell“ gebräuchlich, nach der im Mittelalter im östlichen Mittelmeer üblichen Allgemeinbezeichnung der Westeuropäer, einschließlich der Venezianer, als „Franken“ (frangi). Die Kirche Agios Nikitas ist anstelle einer frühchristlichen Basilika errichtet, von der noch Überreste eines Mosaikfußbodens erhalten sind, die sich vor der Kirche befinden.

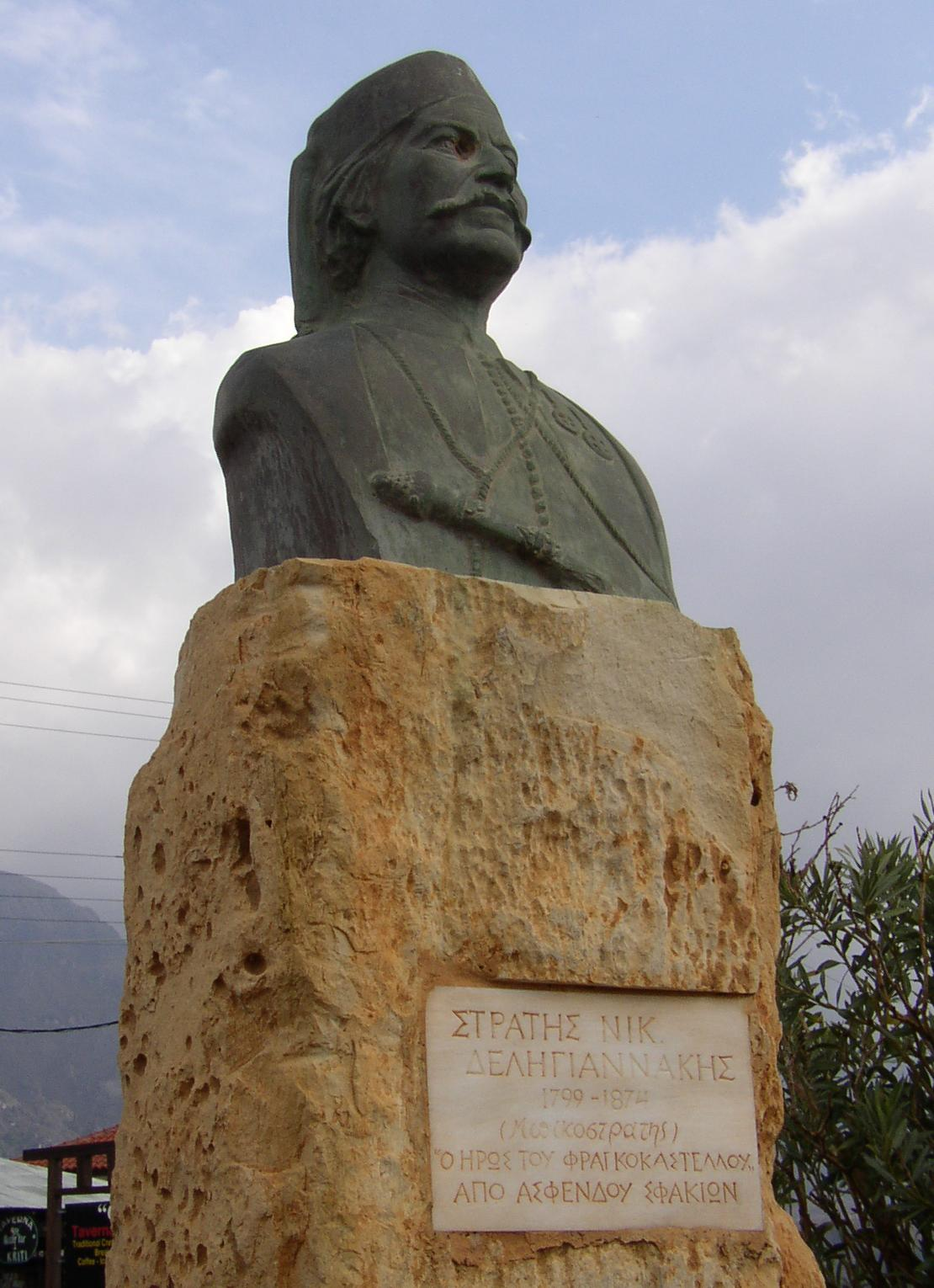
General Stratis Nik. Deligiannakis (1799–1874)

Im Jahr 1770 wurde in Frangokastello der Anführer der kretischen Aufständischen Ioannis Vlachos (Ιωάννης Βλάχος), bekannt als Daskalogiannis (Δασκαλογιάννης), von osmanischen Soldaten festgenommen. Er wurde im folgenden Jahr am 17. Juni 1771 in Kandiye, dem heutigen Iraklio, hingerichtet.
Im Mai 1828 war Frangokastello Schauplatz eines Kampfes zwischen aufständischen Griechen unter ihrem Anführer Chatzimichalis Dalianis und osmanischen Soldaten. Der aus Epirus stammende Dalianis versuchte den griechischen Unabhängigkeitskampf vom Festland nach Kreta zu übertragen. Die Aufständischen, 600 Infanteristen und 100 Kavalleristen, besetzten, von Gramvousa kommend, Anfang März 1828 das Kastell, wurden aber in der Schlacht vom 18. Mai 1828 von den Osmanen besiegt. Dalianis und 385 weitere Griechen wurden getötet. Von den 8000 Infanteristen und 300 Kavalleristen der Osmanen unter Moustafa Pascha, dem Gouverneur von Kreta, die von der Asfikou-Hochebene kommend Frangokastello angriffen, starben etwa 800 Soldaten. Während des Rückzugs nach Chania bis zum 30. Mai verloren die Osmanen weitere 1000 Mann durch Hinterhalte der Sfakioten.
Nach lokaler Überlieferung kehren in der Zeit um den Jahrestag der Schlacht, im Morgengrauen, die Schatten der im Kastell getöteter Kreter zum Ort des Ereignisses zurück. Sie werden Drosoulites genannt („Tau-Schatten“) und können eventuell als spezielles meteorologisches Phänomen erklärt werden, das vorzugsweise im späten Frühling, von Ende Mai bis Anfang Juni, in der Ebene von Frangokastello auftritt.

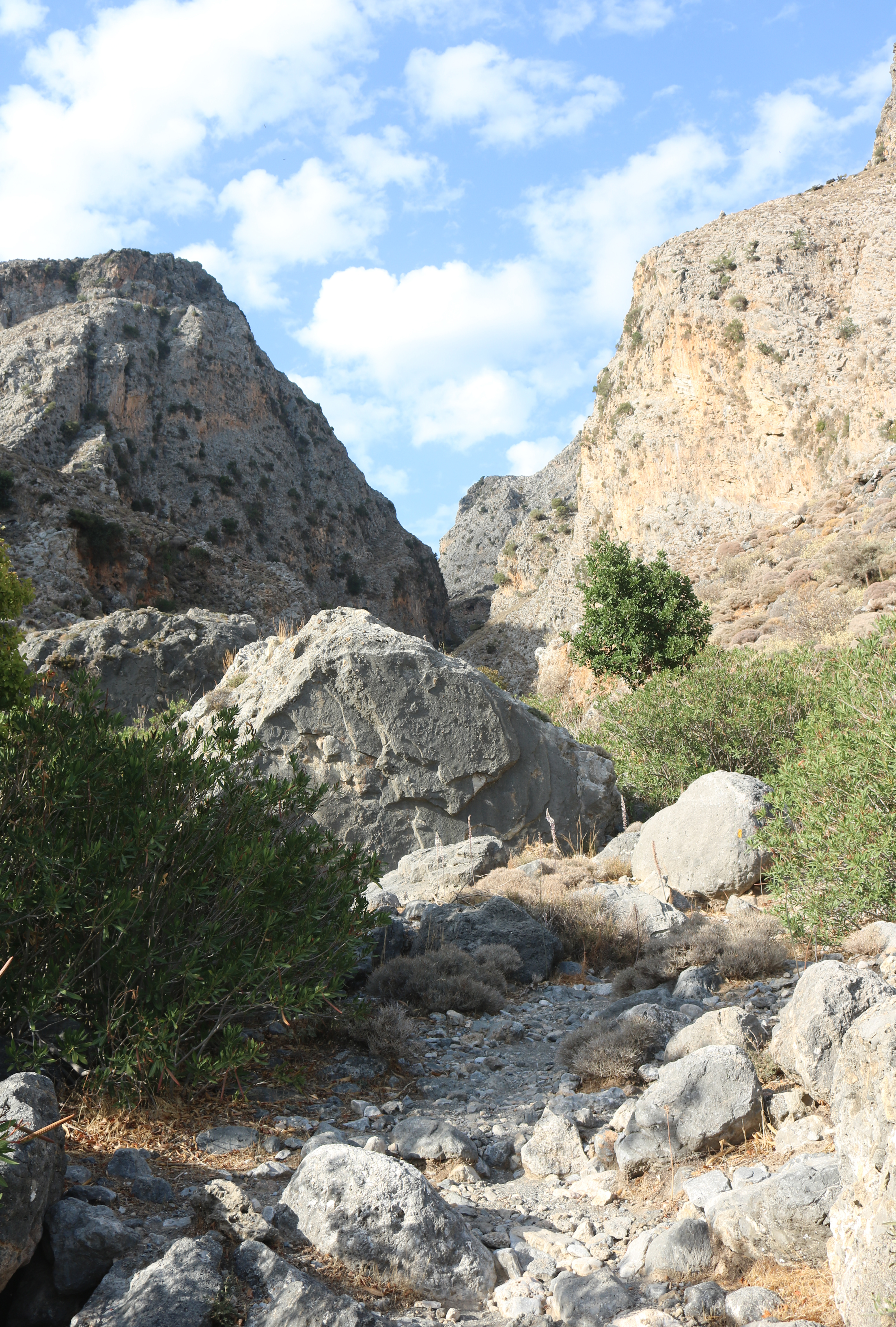
Kallikratis-Schlucht

## In der Nähe
Nördlich von Frangokastello münden die Schluchten Asfendou und Kallikratis in die Küstenebene ein. Diese waren früher von den Weidegebieten im Hochland viel begangene Verbindungswege zur Küste, wovon noch teils gut erhaltene gepflasterte Maultierwege zeugen. Beide Schluchten können auf markierten Wanderwegen erkundet werden.

Ansichten des Kastells
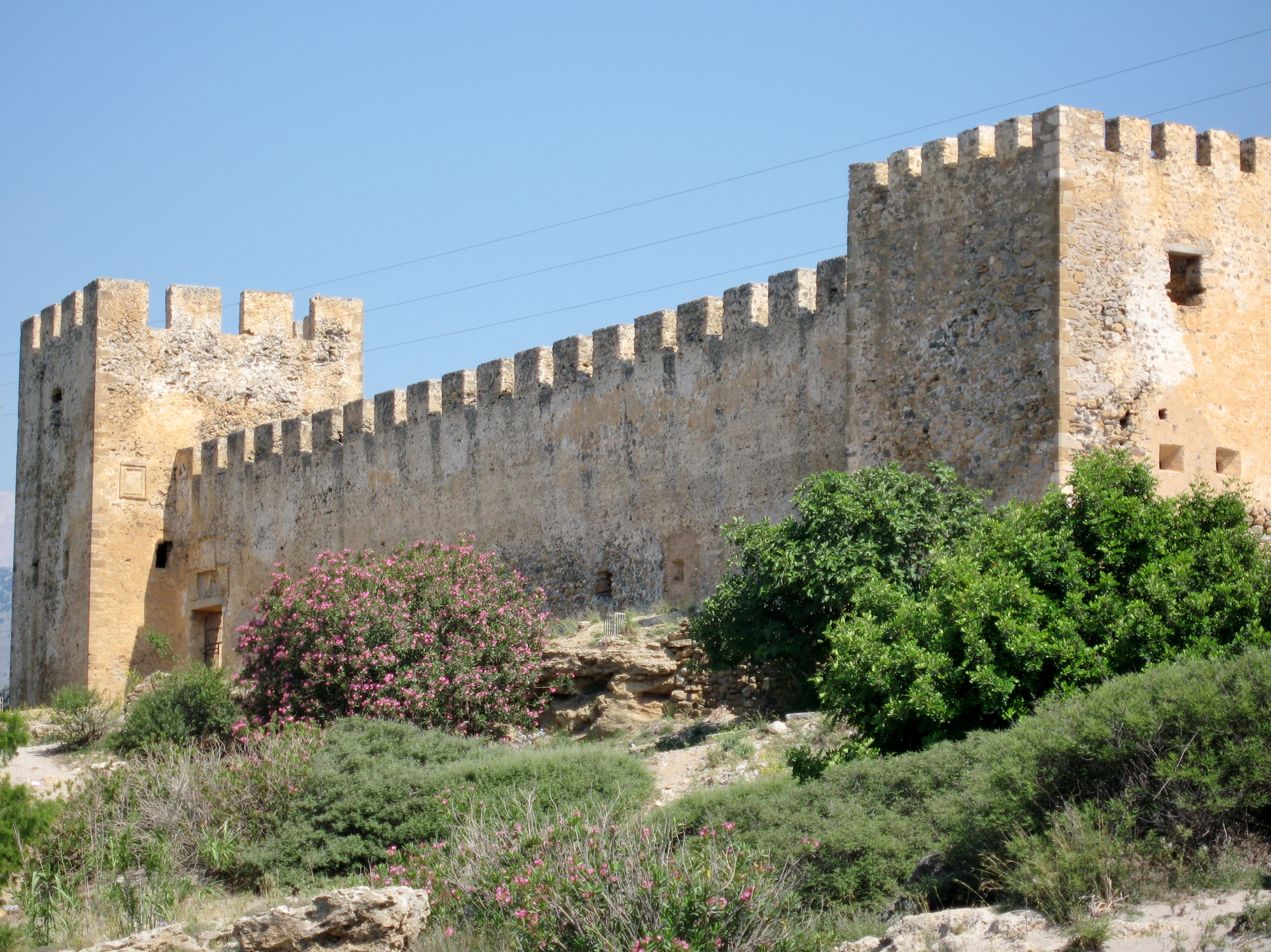
Südseite
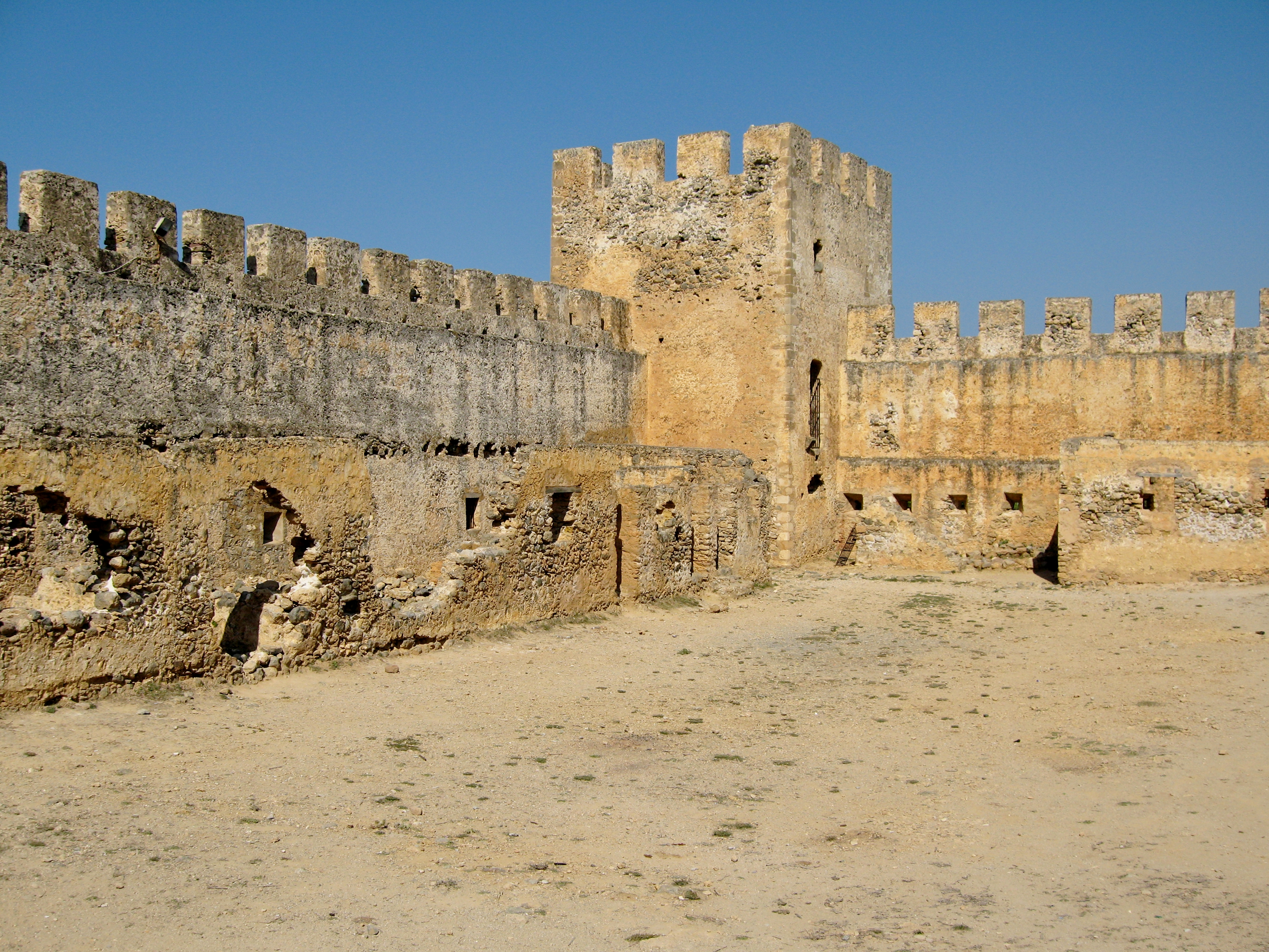
Südwestturm
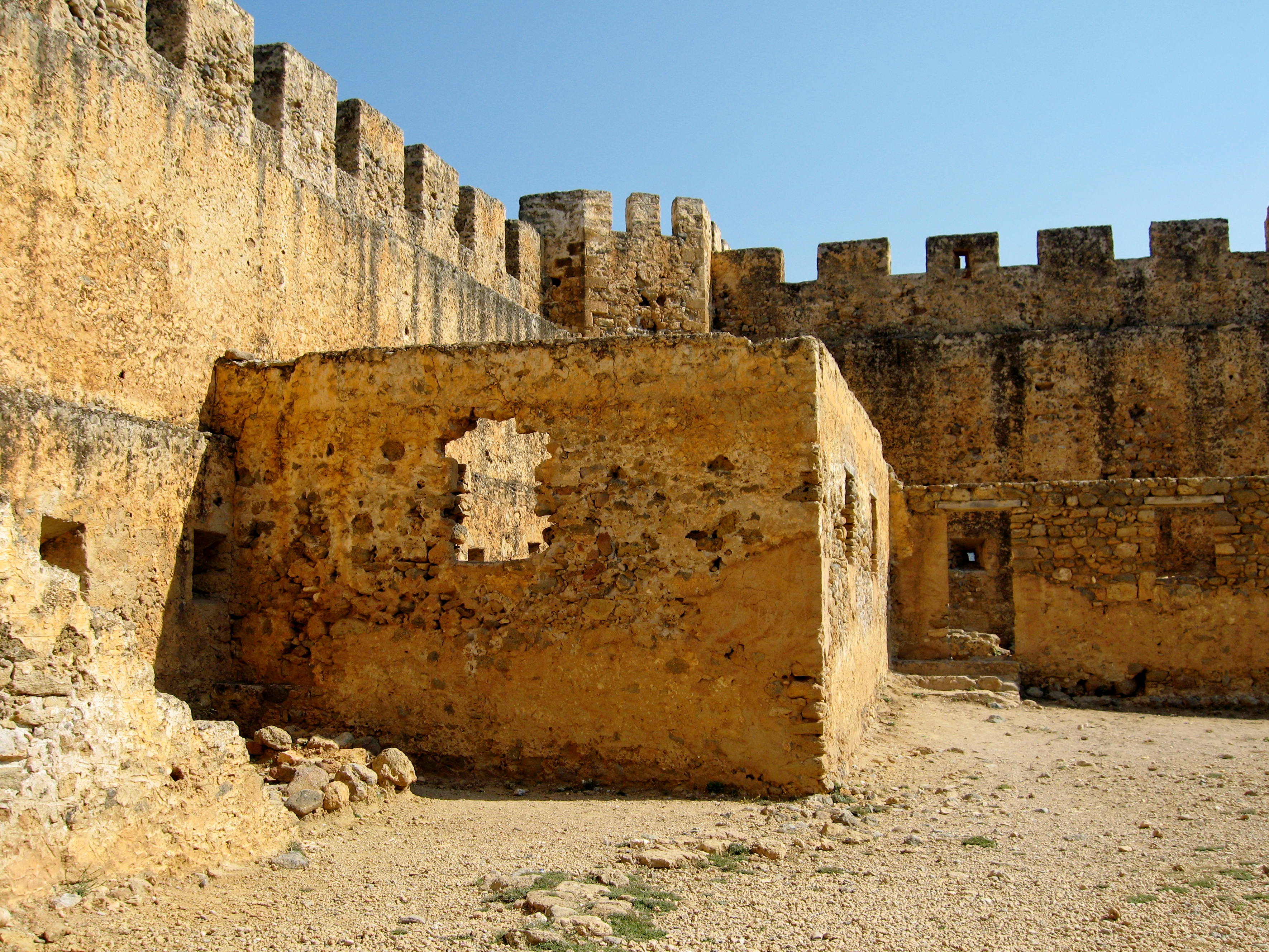
Innenhof
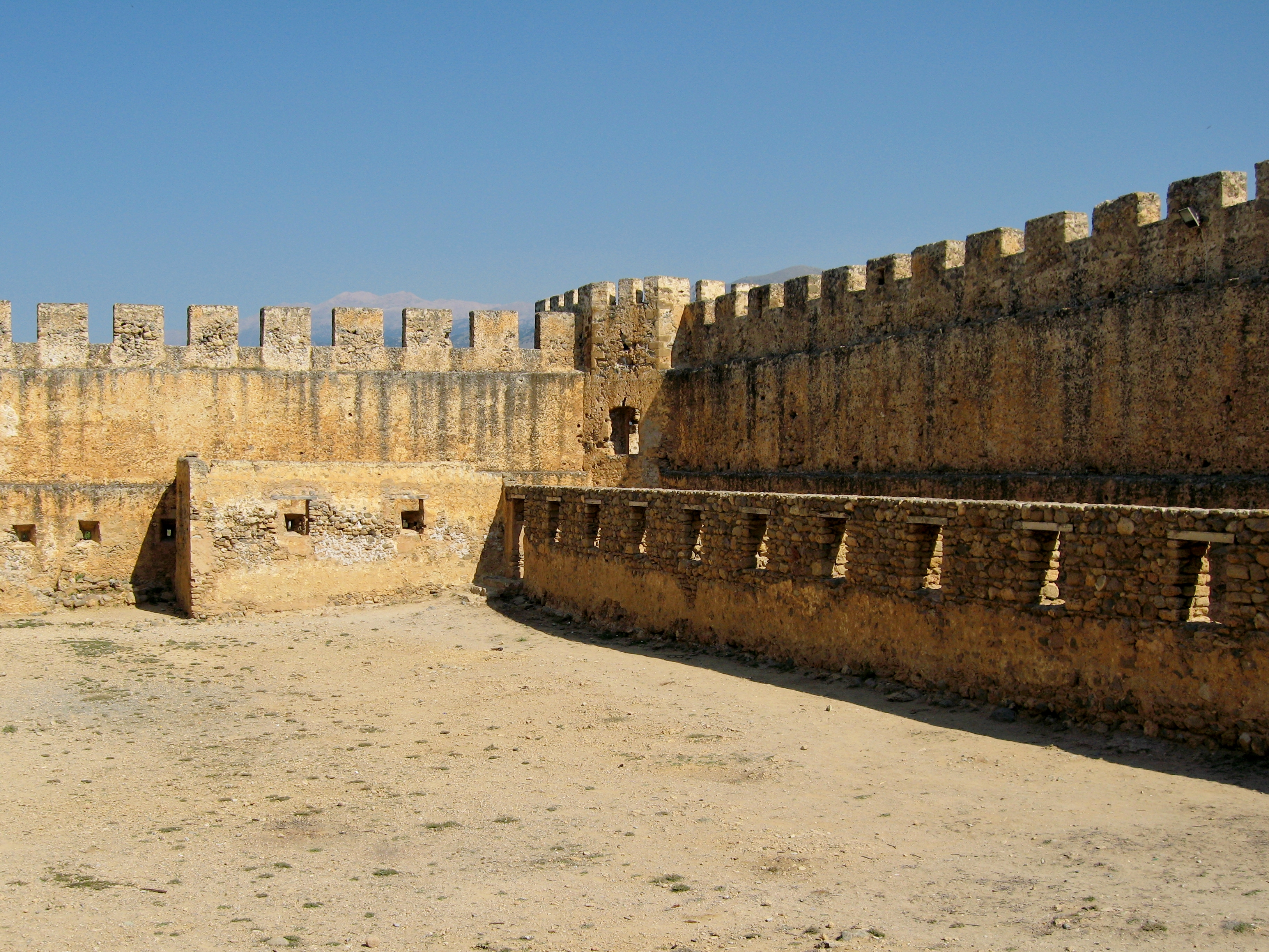
Nordwestturm